# Сулбі (Меремяе)
Сулбі (ест. Sulbi) — село в Естонії, входить до складу волості Меремяе, повіту Вирумаа.